# Station Montfort-sur-Meu
Station Montfort-sur-Meu is een spoorwegstation in de Franse gemeente Montfort-sur-Meu. Het wordt bediend door treinen van het netwerk TER Bretagne op het traject Rennes - Saint-Brieuc.